# Pujawati Utama
Pujawati Utama Susila Rahayu (4 de junio de 1960) es una deportista indonesia que compitió en judo. Ganó una medalla de bronce en los Juegos Asiáticos de 1990 en la categoría de –72 kg.

## Palmarés internacional
| Juegos Asiáticos | Juegos Asiáticos | Juegos Asiáticos  | Juegos Asiáticos |
| Año              | Lugar            | Medalla           | Categoría        |
| ---------------- | ---------------- | ----------------- | ---------------- |
| 1990             | Pekín (China)    | Medalla de bronce | –72 kg           |